# John Ramage
John Barclay Ramage (* 7. Februar 1991 in Mississauga, Ontario) ist ein US-amerikanisch-kanadischer Eishockeyspieler, der zuletzt bis zum Ende der Saison 2024/25 bei den Grizzlys Wolfsburg aus der Deutschen Eishockey Liga (DEL) unter Vertrag gestanden und dort auf der Position des Verteidigers gespielt hat. Zuvor war Ramage unter anderem für die Calgary Flames und Columbus Blue Jackets in der National Hockey League (NHL) aktiv und lief in der DEL bereits für die Eisbären Berlin auf, mit denen er im Jahr 2021 die Deutsche Meisterschaft gewann, sowie Schwenninger Wild Wings auf.

## Karriere

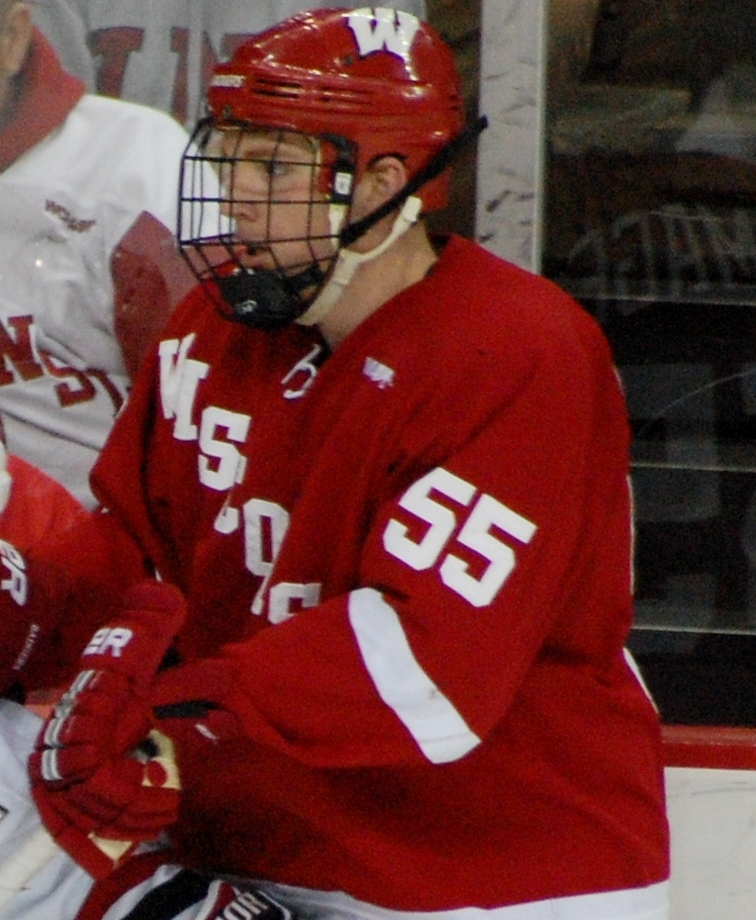
Ramage im Trikot der Wisconsin Badgers (2011)

### College
Zwischen 2009 und 2013 spielte Ramage für die University of Wisconsin–Madison in der Western Collegiate Hockey Association (WCHA), einer Division im Spielbetrieb der National Collegiate Athletic Association (NCAA). In seinen letzten drei Jahren war er Mannschaftskapitän seines Teams. In den Jahren 2008 bis 2011 durchlief er zudem die U18- und U20-Nationalmannschaft der Vereinigten Staaten. Im NHL Entry Draft 2010 wurde Ramage in der vierten Runde an 103. Position von den Calgary Flames aus der National Hockey League (NHL) ausgewählt. Er spielte jedoch noch bis zur Saison 2012/13 für sein College. In dieser Saison konnte er in 42 Spielen acht Tore und zwölf Assists erreichen.

### Profibereich
Im Jahre 2013 unterschrieb Ramage mit den Calgary Flames einen Zweijahresvertrag. Die Saison begann er bei den Abbotsford Heat, dem Farmteam der Flames in der American Hockey League (AHL). Dabei konnte er aber in 50 Spielen nur eine Torvorlage verzeichnen. Noch in dieser Spielzeit wurde er von den Flames zu den Alaska Aces in die ECHL geschickt. In sechs Saisonspielen und anschließenden 20 Playoff-Spielen konnte er fünf Tore und dreizehn Assists erreichen. In dieser Spielzeit konnte er mit den Aces den Kelly Cup gewinnen. In der Saison 2014/15 spielte er für einen weiteren Partnerverein der Calgary Flames in der AHL, den Adirondack Flames. In 53 Spielen konnte er dabei drei Tore und zwölf Assists für sich verzeichnen. In dieser Saison konnte er auch sein NHL-Debüt bei den Calgary Flames feiern. Es blieb jedoch nur bei einem NHL-Spiel für die Flames.
Nach dieser Saison erhielt er von den Calgary Flames kein neues Vertragsangebot und wurde ein sogenannter Free Agent. Anfang Juli 2015 unterschrieb er einen Einjahresvertrag bei den Columbus Blue Jackets. In der Saison 2015/16 spielte Ramage für den AHL-Partner der Blue Jackets, den Lake Erie Monsters, die in dieser Saison den Calder Cup gewannen. Ramage trug in 68 Spielen acht Tore und 19 Assists zu diesem Erfolg bei. Zudem konnte er erneut für ein Spiel der Blue Jackets in der NHL auflaufen. In der Saison 2016/17 spielte Ramage weiterhin bei den Lake Erie Monsters, die sich zwischenzeitlich in Cleveland Monsters umbenannt haben. In 69 Spielen konnte er vier Tore und 21 Assists verzeichnen. Im Jahre 2018 wechselte er mitten in der Saison 2017/18 im Januar zu den Arizona Coyotes und lief für dessen AHL-Team, die Tucson Roadrunners, auf. Nur nach einem Monat holten ihn aber die Nashville Predators für deren AHL-Team, die Milwaukee Admirals. Insgesamt spielte er in dieser Saison in 66 AHL-Spielen und konnte vier Tore und elf Assists erzielen. Im Juli wechselte Ramage erneut, dieses Mal zu den New Jersey Devils. Dabei lief er wieder für deren AHL-Team, die Binghamton Devils, auf. Er konnte in 74 Spielen zwölf Tore und 19 Assists verzeichnen.
Im Mai 2019 wurde Ramage von den Eisbären Berlin aus der Deutschen Eishockey Liga (DEL) verpflichtet und gewann im Jahr 2021 mit dem Hauptstadtklub die Deutsche Meisterschaft. Anschließend wechselte der Abwehrspieler innerhalb der DEL zu den Schwenninger Wild Wings, wo er ebenfalls zwei Spieljahre aktiv war. In der Saison 2022/23 fungierte er als Mannschaftskapitän des Teams, verließ den Klub allerdings zur folgenden Spielzeit in Richtung Grizzlys Wolfsburg. Dort war er zwei Jahre aktiv.

## Erfolge und Auszeichnungen
| - 2013 Broadmoor-Trophy-Gewinn mit der University of Wisconsin–Madison - 2013 WCHA All-Tournament Team - 2014 Kelly-Cup-Gewinn mit den Alaska Aces | - 2016 Calder-Cup-Gewinn mit den Lake Erie Monsters - 2021 Deutscher Meister mit den Eisbären Berlin |

### International
- 2009 Goldmedaille bei der U18-Junioren-Weltmeisterschaft
- 2010 Goldmedaille bei der U20-Junioren-Weltmeisterschaft
- 2011 Bronzemedaille bei der U20-Junioren-Weltmeisterschaft

## Karrierestatistik

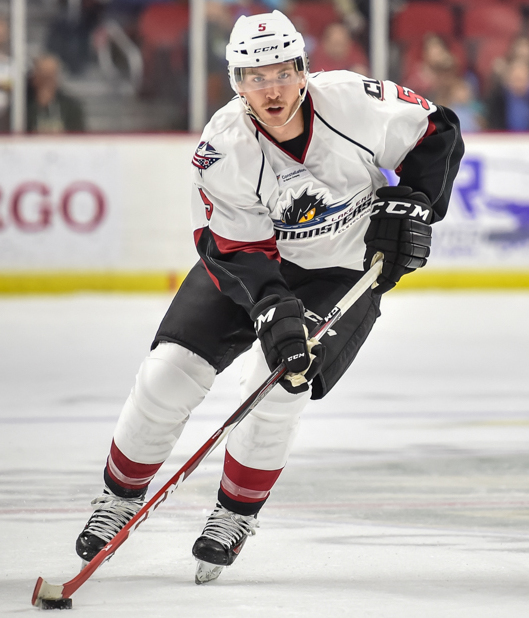
Ramage als Spieler der Lake Erie Monsters (2015)

Stand: Ende der Saison 2024/25

### International
Vertrat die USA bei:
- U18-Junioren-Weltmeisterschaft 2009
- U20-Junioren-Weltmeisterschaft 2010
- U20-Junioren-Weltmeisterschaft 2011

(Legende zur Spielerstatistik: Sp oder GP = absolvierte Spiele; T oder G = erzielte Tore; V oder A = erzielte Assists; Pkt oder Pts = erzielte Scorerpunkte; SM oder PIM = erhaltene Strafminuten; +/− = Plus/Minus-Bilanz; PP = erzielte Überzahltore; SH = erzielte Unterzahltore; GW = erzielte Siegtore; 1 Play-downs/Relegation; Kursiv: Statistik nicht vollständig)